# Alejandro Romero
Alejandro Sebastián Romero Gamarra (Ciudadela - 11 de janeiro de 1995), apelidado de Kaku, é um jogador de futebol profissional. Atualmente defende o Al Ain. Nascido e criado na Argentina, é filho de pais paraguaios e representa a seleção do Paraguai.

## Carreira do clube

### Huracán
Nascido em Ciudadela, Romero Gamarra começou sua carreira nas categorias de base de Huracán . Em 2013, Romero Gamarra fez sua estreia profissional pelo Huracán na Primera B Nacional . Ele marcou seu primeiro gol pelo clube em 12 de outubro de 2013 em uma vitória por 4–1 sobre o Aldosivi . Em 14 de dezembro de 2014, Romero Gamarra ajudou Huracán a retornar à primeira divisão depois de três temporadas na Primera B Nacional, marcando o segundo gol decisivo na vitória por 4–1 sobre o Atlético Tucumán . Com a promoção à primeira divisão, o Huracán concluiu uma temporada de muito sucesso, tendo vencido a Copa Argentina 2013–14 algumas semanas antes na disputa de pênaltis sobre o Rosario Central, com Romero Gamarra aparecendo como reserva no segundo tempo. Este foi o primeiro título oficial do clube em 41 anos.
Em 27 de maio de 2017, ele marcou um empate nos acréscimos de pênalti em um empate 1-1 com o Boca Juniors . Em 1º de junho de 2017, Romero Gamarra marcou outro gol importante para seu clube, desta vez um gol nos acréscimos na vitória por 4 a 0 sobre o Deportivo Anzoátegui na Copa Sul-Americana de 2017 . O golo ajudou o Huracán a avançar para a eliminatória seguinte com um resultado agregado de 4–3, depois de ter perdido a primeira mão por três golos. Em 16 de junho de 2017, ele marcou o único gol na vitória por 1 a 0 sobre o Unión de Santa Fe, ajudando seu clube a conquistar três pontos cruciais que ajudaram o Huracán a evitar o rebaixamento. Em 28 de outubro de 2017, Romero Gamarra marcou o segundo gol de seu clube na vitória por 4 a 0 sobre o Lanús e comemorou o gol dedicando-o à sua mãe recentemente falecida.

### Al-Taawoun
Em 1º de fevereiro de 2021, foi anunciado por Al-Taawoun, da Liga Profissional Saudita, que eles haviam concordado com uma transferência para Romero Gamarra. Em 17 de fevereiro de 2021, o ex-clube de Romero Gamarra, New York Red Bulls e Major League Soccer, buscou arbitragem contra Romero Gamarra e a MLS Players Association por quebra de contrato. Em abril de 2021, o árbitro Shyam Das decidiu contra a MLSPA e Romero Gamarra e concluiu que o New York Red Bulls e a Major League Soccer haviam exercido sua opção de contrato unilateral em Romero Gamarra antes de 31 de dezembro de 2020. Em 12 de maio de 2021, a Major League Soccer e o New York Red Bulls entraram com uma petição no tribunal federal dos Estados Unidos buscando a execução da decisão da arbitragem.

## Seleção
Nasceu na Argentina, filho de pais paraguaios. Romero Gamarra foi escolhido pelo técnico Sub-20 da Argentina, Humberto Grondona, para participar da Copa do Mundo Sub-20 da FIFA 2015 na Nova Zelândia. Em 16 de maio de 2018, Romero Gamarra anunciou seu desejo de entrar com um pedido de troca única com a FIFA para jogar pelo Paraguai . A mudança foi aprovada pela FIFA em 23 de maio de 2018, e ele foi imediatamente convocado para a seleção do Paraguai para um amistoso contra o Japão. Ele fez sua estreia competitiva com o Paraguai em 12 de junho, como reserva na segunda metade do amistoso contra o Japão .
Placares e resultados: Paraguai em primeiro lugar.
| 1.                              | 10 de Setembro 2019 | Amman International Stadium, Amman, Jordânia     | Jordânia   | 4–2 | 4–2 | Amistoso                                               |
| 2.                              | 13 de Outubro 2019  | Tehelné pole, Bratislava, Eslováquia             | Eslováquia | 1–1 | 1–1 | Amistoso                                               |
| 3.                              | 17 de Novembro 2020 | Estadio Defensores del Chaco, Asunción, Paraguai | Bolívia    | 2–2 | 2–2 | Eliminatórias da Copa do Mundo FIFA de 2022 – CONMEBOL |
| 4.                              | 14 de Junho 2021    | Estádio Olímpico Pedro Ludovico, Goiânia, Brasil | Bolívia    | 1–1 | 3–1 | Copa América de 2021 - Grupo A                         |
| Atualizado até 14 de Junho 2021 |                     |                                                  |            |     |     |                                                        |

### Títulos
Huracán
- Copa Argentina (1): 2013–14
- Supercopa Argentina (1): 2014

Red Bulls de Nova York
- Escudo dos Apoiadores (1): 2018

## Títulos
Huracán
- Copa da Argentina: 2013–14
- Supercopa Argentina: 2014

New York Red Bulls
- MLS Supporters' Shield: 2018

Al Ain
- Liga dos Campeões da AFC: 2023–24